# Championnats d'Europe de natation 2006
Navigation
Madrid 2004 Eindhoven 2008
Les 28es Championnats d'Europe de natation se sont tenus à Budapest (Hongrie) du 26 juillet au 6 août 2006. La capitale hongroise accueille pour la troisième fois cet événement après les éditions 1926 et 1958.

## Tableau des médailles
| Rang  | Nations            | Médaille d'or | Médaille d'argent | Médaille de bronze | Total |
| ----- | ------------------ | ------------- | ----------------- | ------------------ | ----- |
| 1er   | Russie             | 16            | 7                 | 3                  | 26    |
| 2e    | Allemagne          | 12            | 10                | 5                  | 27    |
| 3e    | France             | 6             | 3                 | 9                  | 18    |
| 4e    | Italie             | 5             | 6                 | 11                 | 22    |
| 5e    | Ukraine            | 5             | 4                 | 5                  | 14    |
| 6e    | Pologne            | 5             | 2                 | 1                  | 8     |
| 7e    | Suède              | 3             | 3                 | 0                  | 6     |
| 8e    | Royaume-Uni        | 2             | 5                 | 6                  | 13    |
| 9e    | Pays-Bas           | 2             | 3                 | 3                  | 8     |
| 10e   | Hongrie            | 2             | 2                 | 5                  | 9     |
| 11e   | Finlande           | 1             | 0                 | 1                  | 2     |
| 12e   | Espagne            | 0             | 4                 | 0                  | 4     |
| 13e   | Grèce              | 0             | 2                 | 5                  | 7     |
| 14e   | Autriche           | 0             | 2                 | 0                  | 2     |
| 15e   | Croatie            | 0             | 1                 | 1                  | 2     |
| 16e   | Norvège            | 0             | 1                 | 0                  | 1     |
| 16e   | Slovaquie          | 0             | 1                 | 0                  | 1     |
| 16e   | Biélorussie        | 0             | 1                 | 0                  | 1     |
| 19e   | République tchèque | 0             | 0                 | 2                  | 2     |
| 20e   | Danemark           | 0             | 0                 | 1                  | 1     |
| 20e   | Roumanie           | 0             | 0                 | 1                  | 1     |
| 20e   | Slovénie           | 0             | 0                 | 1                  | 1     |
| Total |                    | 59            | 57                | 60                 | 176   |

- Deux médailles d'or et une de bronze ont été décernées pour le 50 m brasse H.
- Deux médailles de bronze ont été décernées pour le 5 km F (nage en eau libre).
- Deux médailles de bronze ont été décernées pour le 50 m papillon H.

## Tableau des médailles (bassin de 50 m uniquement)
| Rang  | Nations     | Médaille d'or | Médaille d'argent | Médaille de bronze | Total |
| ----- | ----------- | ------------- | ----------------- | ------------------ | ----- |
| 1er   | Russie      | 7             | 1                 | 2                  | 10    |
| 2e    | Allemagne   | 6             | 4                 | 2                  | 12    |
| 3e    | Italie      | 5             | 6                 | 4                  | 15    |
| 4e    | France      | 5             | 2                 | 8                  | 15    |
| 5e    | Pologne     | 5             | 2                 | 1                  | 8     |
| 6e    | Ukraine     | 4             | 4                 | 2                  | 10    |
| 7e    | Royaume-Uni | 2             | 5                 | 6                  | 13    |
| 8e    | Pays-Bas    | 2             | 2                 | 3                  | 7     |
| 9e    | Hongrie     | 2             | 1                 | 4                  | 7     |
| 10e   | Suède       | 1             | 3                 | 0                  | 4     |
| 11e   | Grèce       | 0             | 2                 | 3                  | 5     |
| 12e   | Croatie     | 0             | 1                 | 1                  | 2     |
| 13e   | Autriche    | 0             | 1                 | 0                  | 1     |
| 13e   | Biélorussie | 0             | 1                 | 0                  | 1     |
| 13e   | Norvège     | 0             | 1                 | 0                  | 1     |
| 13e   | Slovaquie   | 0             | 1                 | 0                  | 1     |
| 17e   | Roumanie    | 0             | 0                 | 1                  | 1     |
| 17e   | Slovénie    | 0             | 0                 | 1                  | 1     |
| 17e   | Danemark    | 0             | 0                 | 1                  | 1     |
| Total |             | 39            | 37                | 39                 | 115   |

- Deux médailles d'or et une de bronze ont été décernées pour le 50 m brasse H.
- Deux médailles de bronze ont été décernées pour le 50 m papillon H.

## Nage en eau libre

### 5 km
| Rang | Athlète        | Pays      | Temps         |
| ---- | -------------- | --------- | ------------- |
|      | Thomas Lurz    | Allemagne | 56 min 00 s 1 |
|      | Christian Hein | Allemagne | 56 min 01 s 1 |
|      | Simone Ercoli  | Italie    | 56 min 01 s 8 |

| Rang | Athlète                 | Pays               | Temps             |
| ---- | ----------------------- | ------------------ | ----------------- |
|      | Iekatarina Seliverstova | Russie             | 1 h 01 min 50 s 8 |
|      | Cathy Dietrich          | France             | 1 h 01 min 52 s 3 |
|      | Larisa Ilchenko         | Russie             | 1 h 01 min 53 s 4 |
|      | Jana Pechanova          | République tchèque | 1 h 01 min 53 s 4 |

### 10 km
| Rang | Athlète                 | Pays      | Temps           |
| ---- | ----------------------- | --------- | --------------- |
|      | Thomas Lurz             | Allemagne | 1 h 58 min 12 s |
|      | Maarten van der Weijden | Pays-Bas  | 1 h 58 min 13 s |
|      | Christian Hein          | Allemagne | 1 h 58 min 16 s |

| Rang | Athlète        | Pays               | Temps             |
| ---- | -------------- | ------------------ | ----------------- |
|      | Angela Maurer  | Allemagne          | 2 h 07 min 10 s 8 |
|      | Rita Kovacs    | Hongrie            | 2 h07 min 11 s 3  |
|      | Jana Pechanova | République tchèque | 2 h 07 min 15 s 6 |

### 25 km
| Rang | Athlète         | Pays   | Temps           |
| ---- | --------------- | ------ | --------------- |
|      | Gilles Rondy    | France | 5 h 10 min 17 s |
|      | Anton Sanatchev | Russie | 5 h 10 min 18 s |
|      | Stéphane Gomez  | France | 5 h 10 min 19 s |

| Rang | Athlète         | Pays      | Temps           |
| ---- | --------------- | --------- | --------------- |
|      | Angela Maurer   | Allemagne | 5 h 35 min 19 s |
|      | Natalia Pankina | Russie    | 5 h 35 min 25 s |
|      | Stefanie Biller | Allemagne | 5 h 35 min 29 s |

## Bassin de 50 m

### 50 m nage libre
| Rang | Athlète             | Pays    | Temps   |
| ---- | ------------------- | ------- | ------- |
|      | Bartosz Kizierowski | Pologne | 21 s 88 |
|      | Oleksandr Volynets  | Ukraine | 21 s 97 |
|      | Duje Draganja       | Croatie | 22 s 14 |

| Rang | Athlète           | Pays      | Temps   |
| ---- | ----------------- | --------- | ------- |
|      | Britta Steffen    | Allemagne | 24 s 72 |
|      | Therese Alshammar | Suède     | 24 s 87 |
|      | Marleen Veldhuis  | Pays-Bas  | 24 s 89 |

### 100 m nage libre
| Rang | Athlète                   | Pays     | Temps   |
| ---- | ------------------------- | -------- | ------- |
|      | Filippo Magnini           | Italie   | 48 s 79 |
|      | Stefan Nystrand           | Suède    | 48 s 91 |
|      | Pieter van den Hoogenband | Pays-Bas | 48 s 94 |

| Rang | Athlète                | Pays      | Temps      |
| ---- | ---------------------- | --------- | ---------- |
|      | Britta Steffen         | Allemagne | 53 s 30 RM |
|      | Marleen Veldhuis       | Pays-Bas  | 54 s 32    |
|      | Nery-Madey Niangkouara | Grèce     | 54 s 48    |

### 200 m nage libre
| Rang | Athlète                   | Pays     | Temps         |
| ---- | ------------------------- | -------- | ------------- |
|      | Pieter van den Hoogenband | Pays-Bas | 1 min 45 s 65 |
|      | Massimiliano Rosolino     | Italie   | 1 min 47 s 02 |
|      | Filippo Magnini           | Italie   | 1 min 47 s 57 |

| Rang | Athlète            | Pays      | Temps         |
| ---- | ------------------ | --------- | ------------- |
|      | Otylia Jedrzejczak | Pologne   | 1 min 57 s 25 |
|      | Annika Liebs       | Allemagne | 1 min 57 s 48 |
|      | Laure Manaudou     | France    | 1 min 58 s 38 |

### 400 m nage libre
| Rang | Athlète               | Pays   | Temps         |
| ---- | --------------------- | ------ | ------------- |
|      | Yuriy Prilukov        | Russie | 3 min 45 s 73 |
|      | Massimiliano Rosolino | Italie | 3 min 46 s 87 |
|      | Nicolas Rostoucher    | France | 3 min 47 s 04 |

| Rang | Athlète          | Pays        | Temps            |
| ---- | ---------------- | ----------- | ---------------- |
|      | Laure Manaudou   | France      | 4 min 02 s 13 RM |
|      | Joanne Jackson   | Royaume-Uni | 4 min 07 s 76    |
|      | Caitlin Clatchey | Royaume-Uni | 4 min 08 s 13    |

### 800 m nage libre
| Rang | Athlète           | Pays        | Temps            |
| ---- | ----------------- | ----------- | ---------------- |
|      | Laure Manaudou    | France      | 8 min 19 s 29 RE |
|      | Rebecca Adlington | Royaume-Uni | 8 min 27 s 88    |
|      | Rebecca Cooke     | Royaume-Uni | 8 min 28 s 40    |

### 1500 m nage libre
| Rang | Athlète            | Pays   | Temps             |
| ---- | ------------------ | ------ | ----------------- |
|      | Yuriy Prilukov     | Russie | 14 min 51 s 93    |
|      | Sébastien Rouault  | France | 14 min 55 s 73 RF |
|      | Nicolas Rostoucher | France | 15 min 01 s 82    |

### 50 m dos
| Rang | Athlète               | Pays        | Temps   |
| ---- | --------------------- | ----------- | ------- |
|      | Helge Meeuw           | Allemagne   | 25 s 06 |
|      | Aristídis Grigoriádis | Grèce       | 25 s 14 |
|      | Matthew Clay          | Royaume-Uni | 25 s 15 |

| Rang | Athlète                 | Pays        | Temps   |
| ---- | ----------------------- | ----------- | ------- |
|      | Janine Pietsch          | Allemagne   | 28 s 36 |
|      | Aliaksandra Herasimenia | Biélorussie | 28 s 72 |
|      | Antje Buschschulte      | Allemagne   | 28 s 73 |

### 100 m dos
| Rang | Athlète               | Pays     | Temps   |
| ---- | --------------------- | -------- | ------- |
|      | Arkady Vyatchanin     | Russie   | 53 s 50 |
|      | Markus Rogan          | Autriche | 54 s 07 |
|      | Aristídis Grigoriádis | Grèce    | 54 s 34 |

| Rang | Athlète            | Pays      | Temps         |
| ---- | ------------------ | --------- | ------------- |
|      | Laure Manaudou     | France    | 1 min 00 s 88 |
|      | Antje Buschschulte | Allemagne | 1 min 01 s 40 |
|      | Janine Pietsch     | Allemagne | 1 min 01 s 55 |

### 200 m dos
| Rang | Athlète           | Pays     | Temps            |
| ---- | ----------------- | -------- | ---------------- |
|      | Arkady Vyatchanin | Russie   | 1 min 55 s 44 RE |
|      | László Cseh       | Hongrie  | 1 min 56 s 69    |
|      | Razvan Florea     | Roumanie | 1 min 57 s 83    |

| Rang | Athlète            | Pays        | Temps         |
| ---- | ------------------ | ----------- | ------------- |
|      | Esther Baron       | France      | 2 min 10 s 07 |
|      | Iryna Amshennikova | Ukraine     | 2 min 12 s 13 |
|      | Melanie Marshall   | Royaume-Uni | 2 min 12 s 17 |

### 50 m brasse
| Rang | Athlète           | Pays     | Temps   |
| ---- | ----------------- | -------- | ------- |
|      | Oleh Lisohor      | Ukraine  | 27 s 48 |
|      | Alessandro Terrin | Italie   | 27 s 48 |
|      | Matjaz Markic     | Slovénie | 27 s 87 |

| Rang | Athlète          | Pays        | Temps   |
| ---- | ---------------- | ----------- | ------- |
|      | Elena Bogomazova | Russie      | 31 s 69 |
|      | Kate Haywood     | Royaume-Uni | 31 s 71 |
|      | Ágnes Kovács     | Hongrie     | 31 s 95 |

### 100 m brasse
| Rang | Athlète            | Pays    | Temps         |
| ---- | ------------------ | ------- | ------------- |
|      | Roman Sludnov      | Russie  | 1 min 00 s 61 |
|      | Alexander Dale Oen | Norvège | 1 min 00 s 63 |
|      | Oleh Lisohor       | Ukraine | 1 min 00 s 64 |

| Rang | Athlète           | Pays        | Temps         |
| ---- | ----------------- | ----------- | ------------- |
|      | Ganna Khlystunova | Ukraine     | 1 min 07 s 55 |
|      | Kirsty Balfour    | Royaume-Uni | 1 min 07 s 95 |
|      | Ágnes Kovács      | Hongrie     | 1 min 08 s 60 |

### 200 m brasse
| Rang | Athlète              | Pays        | Temps         |
| ---- | -------------------- | ----------- | ------------- |
|      | Sławomir Kuczko      | Pologne     | 2 min 12 s 12 |
|      | Paolo Bossini        | Italie      | 2 min 12 s 35 |
|      | Kristopher Gilchrist | Royaume-Uni | 2 min 13 s 21 |

| Rang | Athlète         | Pays        | Temps         |
| ---- | --------------- | ----------- | ------------- |
|      | Kirsty Balfour  | Royaume-Uni | 2 min 25 s 66 |
|      | Yuliya Pidlisna | Ukraine     | 2 min 28 s 42 |
|      | Ágnes Kovács    | Hongrie     | 2 min 28 s 90 |

### 50 m papillon
| Rang | Athlète         | Pays     | Temps   |
| ---- | --------------- | -------- | ------- |
|      | Serhiy Breus    | Ukraine  | 23 s 41 |
|      | Duje Draganja   | Croatie  | 23 s 62 |
|      | Jakob Andkjaer  | Danemark | 23 s 77 |
|      | Andriy Serdinov | Ukraine  | 23 s 77 |

| Rang | Athlète               | Pays     | Temps   |
| ---- | --------------------- | -------- | ------- |
|      | Therese Alshammar     | Suède    | 26 s 06 |
|      | Anna-Karin Kammerling | Suède    | 26 s 23 |
|      | Chantal Groot         | Pays-Bas | 26 s 49 |

### 100 m papillon
| Rang | Athlète           | Pays    | Temps   |
| ---- | ----------------- | ------- | ------- |
|      | Andriy Serdinov   | Ukraine | 51 s 95 |
|      | Amaury Leveaux    | France  | 52 s 76 |
|      | Nikolay Skvortsov | Russie  | 52 s 96 |

| Rang | Athlète           | Pays      | Temps   |
| ---- | ----------------- | --------- | ------- |
|      | Inge Dekker       | Pays-Bas  | 58 s 35 |
|      | Martina Moravcova | Slovaquie | 58 s 98 |
|      | Alena Popchanka   | France    | 59 s 06 |

### 200 m papillon
| Rang | Athlète            | Pays    | Temps         |
| ---- | ------------------ | ------- | ------------- |
|      | Pawel Korzeniowski | Pologne | 1 min 55 s 04 |
|      | Ioánnis Drymonákos | Grèce   | 1 min 57 s 03 |
|      | Nikolay Skvortsov  | Russie  | 1 min 57 s 12 |

| Rang | Athlète             | Pays    | Temps         |
| ---- | ------------------- | ------- | ------------- |
|      | Otylia Jedrzejczak  | Pologne | 2 min 07 s 09 |
|      | Francesca Segat     | Italie  | 2 min 08 s 95 |
|      | Caterina Giacchetti | Italie  | 2 min 09 s 01 |

### 200 m quatre nages
| Rang | Athlète           | Pays    | Temps         |
| ---- | ----------------- | ------- | ------------- |
|      | László Cseh       | Hongrie | 1 min 58 s 17 |
|      | Alessio Boggiatto | Italie  | 2 min 00 s 14 |
|      | Tamas Kerekjarto  | Hongrie | 2 min 00 s 17 |

| Rang | Athlète              | Pays    | Temps         |
| ---- | -------------------- | ------- | ------------- |
|      | Laure Manaudou       | France  | 2 min 12 s 69 |
|      | Katarzyna Baranowska | Pologne | 2 min 13 s 36 |
|      | Alessia Filippi      | Italie  | 2 min 13 s 75 |

### 400 m quatre nages
| Rang | Athlète           | Pays    | Temps         |
| ---- | ----------------- | ------- | ------------- |
|      | László Cseh       | Hongrie | 4 min 09 s 86 |
|      | Luca Marin        | Italie  | 4 min 14 s 15 |
|      | Alessio Boggiatto | Italie  | 4 min 16 s 34 |

| Rang | Athlète              | Pays      | Temps         |
| ---- | -------------------- | --------- | ------------- |
|      | Alessia Filippi      | Italie    | 4 min 35 s 80 |
|      | Nicole Hetzer        | Allemagne | 4 min 37 s 97 |
|      | Katarzyna Baranowska | Pologne   | 4 min 40 s 02 |

### 4 × 100 m nage libre
| Rang | Athlète                                                            | Pays   | Temps         |
| ---- | ------------------------------------------------------------------ | ------ | ------------- |
|      | Alessandro Calvi Christian Galenda Lorenzo Vismara Filippo Magnini | Italie | 3 min 15 s 23 |
|      | Evgeny Lagunov Andrey Grechin Ivan Usov Andrey Kapralov            | Russie | 3 min 16 s 47 |
|      | Alain Bernard Grégory Mallet Fabien Gilot Amaury Leveaux           | France | 3 min 16 s 53 |

| Rang | Athlète                                                        | Pays      | Temps            |
| ---- | -------------------------------------------------------------- | --------- | ---------------- |
|      | Petra Dallmann Daniela Götz Britta Steffen Annika Liebs        | Allemagne | 3 min 35 s 22 RM |
|      | Inge Dekker Ranomi Kromowidjojo Chantal Groot Marleen Veldhuis | Pays-Bas  | 3 min 37 s 04    |
|      | Alena Popchanka Aurore Mongel Céline Couderc Malia Metella     | France    | 3 min 38 s 83 RF |

### 4 × 200 m nage libre
| Rang | Athlète                                                               | Pays        | Temps            |
| ---- | --------------------------------------------------------------------- | ----------- | ---------------- |
|      | Massimiliano Rosolino David Berbetto Nicola Cassio Filippo Magnini    | Italie      | 7 min 09 s 60 RE |
|      | David Carry Simon Burnett Andrew Hunter Ross Davenport                | Royaume-Uni | 7 min 11 s 63    |
|      | Andreas Zisimos Georgios Demetis Dimitrios Manganas Nikolaos Xylouris | Grèce       | 7 min 16 s 67    |

| Rang | Athlète                                                          | Pays      | Temps            |
| ---- | ---------------------------------------------------------------- | --------- | ---------------- |
|      | Petra Dallmann Daniela Samulski Britta Steffen Annika Liebs      | Allemagne | 7 min 50 s 82 RM |
|      | Otylia Jedrzejczak Joanna Budzis Agata Zwiejska Paulina Barzycka | Pologne   | 7 min 56 s 32    |
|      | Alena Popchanka Sophie Huber Aurore Mongel Laure Manaudou        | France    | 7 min 56 s 44 RF |

### 4 × 100 m quatre nages
| Rang | Athlète                                                           | Pays        | Temps         |
| ---- | ----------------------------------------------------------------- | ----------- | ------------- |
|      | Arkady Vyatchanin Roman Sludnov Nikolay Skvortsov Andrey Kapralov | Russie      | 3 min 34 s 96 |
|      | Andriy Oleynyk Oleh Lisohor Andriy Serdinov Yuriy Yegoshin        | Ukraine     | 3 min 36 s 21 |
|      | Liam Tancock James Gibson Todd Cooper Simon Burnett               | Royaume-Uni | 3 min 36 s 61 |

| Rang | Athlète                                                                 | Pays        | Temps         |
| ---- | ----------------------------------------------------------------------- | ----------- | ------------- |
|      | Melanie Marshall Kirsty Balfour Terri Dunning Francesca Halsall         | Royaume-Uni | 4 min 02 s 24 |
|      | Antje Buschschulte Sarah Poewe Annika Mehlhorn Britta Steffen           | Allemagne   | 4 min 02 s 35 |
|      | Laure Manaudou Anne-Sophie Le Paranthoën Alena Popchanka Céline Couderc | France      | 4 min 03 s 64 |

## Plongeon

### Plongeoir d'un mètre
| Rang | Athlète             | Pays     | Points |
| ---- | ------------------- | -------- | ------ |
|      | Joona Puhakka       | Finlande | 425,00 |
|      | Alexander Dobroskok | Russie   | 416,60 |
|      | Christopher Sacchin | Italie   | 415,70 |

| Rang | Athlète       | Pays      | Points |
| ---- | ------------- | --------- | ------ |
|      | Anna Lindberg | Suède     | 291,90 |
|      | Ditte Kotzian | Allemagne | 279,30 |
|      | Maria Marconi | Italie    | 267,35 |

### Plongeoir de trois mètres
| Rang | Athlète             | Pays     | Points |
| ---- | ------------------- | -------- | ------ |
|      | Dmitri Sautin       | Russie   | 496.10 |
|      | Alexander Dobroskok | Russie   | 479.95 |
|      | Joona Puhakka       | Finlande | 464.60 |

| Rang | Athlète       | Pays      | Points |
| ---- | ------------- | --------- | ------ |
|      | Anna Lindberg | Suède     | 330.60 |
|      | Ditte Kotzian | Allemagne | 324.90 |
|      | Nóra Barta    | Hongrie   | 319.85 |

### Plongeoir de trois mètres synchronisé
| Rang | Athlète                             | Pays      | Points |
| ---- | ----------------------------------- | --------- | ------ |
|      | Tobias Schellenberg et Andreas Wels | Allemagne | 403,86 |
|      | Yury Ruskunakov et Dmitri Sautin    | Russie    | 401,46 |
|      | Nicola Marconi et Tommaso Marconi   | Italie    | 394,68 |

| Rang | Athlète                               | Pays      | Points |
| ---- | ------------------------------------- | --------- | ------ |
|      | Nataliya Umyskova et Nadezhda Bazhina | Russie    | 314.55 |
|      | Heike Fischer et Ditte Kotzian        | Allemagne | 298.68 |
|      | Olena Fedorova et Kristina Ishchenko  | Ukraine   | 292.17 |

### Plongeoir de dix mètres
| Rang | Athlète              | Pays      | Points |
| ---- | -------------------- | --------- | ------ |
|      | Gleb Galperin        | Russie    | 472.90 |
|      | Heiko Meyer          | Allemagne | 459.45 |
|      | Konstyantyn Milyayev | Ukraine   | 436.50 |

| Rang | Athlète         | Pays      | Points |
| ---- | --------------- | --------- | ------ |
|      | Iulia Pokopchuk | Ukraine   | 338,00 |
|      | Anja Richter    | Autriche  | 332,35 |
|      | Christin Steuer | Allemagne | 330,40 |

### Plongeoir de dix mètres synchronisé
| Rang | Athlète                                       | Pays      | Points |
| ---- | --------------------------------------------- | --------- | ------ |
|      | Dmitry Dobroskok et Gleb Galperin             | Russie    | 469.38 |
|      | Sascha Klein et Heiko Meyer                   | Allemagne | 447.96 |
|      | Michele Benedetti (en) et Francesco Dell'Uomo | Italie    | 435.12 |

| Rang | Athlète                               | Pays      | Points |
| ---- | ------------------------------------- | --------- | ------ |
|      | Anett Gamm et Nora Subschinski        | Allemagne | 325.92 |
|      | Natalia Goncharova et Yulia Koltunova | Russie    | 306.24 |
|      | Iulia Prokopchuk et Kateryna Zhuk     | Ukraine   | 297.21 |

## Natation synchronisée

### Solo
| Rang | Athlète              | Pays    | Points |
| ---- | -------------------- | ------- | ------ |
|      | Natalia Ishchenko    | Russie  | 98,400 |
|      | Gemma Mengual        | Espagne | 97,700 |
|      | Nathalia Anthopoulou | Grèce   | 93,900 |

### Duo
| Rang | Athlètes                                  | Pays    | Points |
| ---- | ----------------------------------------- | ------- | ------ |
|      | Anastasia Davidova et Anastassia Ermakova | Russie  | 98,800 |
|      | Gemma Mengual et Paola Tirados            | Espagne | 97,500 |
|      | Eleftheria Ftouli et Evanthia Makrygianni | Grèce   | 94,000 |

### Par équipes
| Rang | Athlètes | Pays    | Points |
| ---- | --- | ------- | ------ |
|      | Maria Gromova, Natalia Ishchenko, Elvira Khassianova, Olga Kuzhela, Anna Nasekina, Elena Ovtchinnikova, Svetlana Romashina, Anna Shorina | Russie  | 98,800 |
|      | Alba Cabello, Raquel Corral, Andrea Fuentes, Tina Fuentes, Laura Lopez, Gisela Moron, Irina Rodriguez, Paola Tirados                     | Espagne | 97,300 |
|      | Alessia Bigi, Eliza Bozzo, Manila Flamini, Francesca Gangehi, Mariangela Perrupato, Benedetta Re, Sara Sgarzi, Federica Tommasi          | Italie  | 93,800 |

### Combiné par équipes
| Rang | Athlètes | Pays    | Points |
| ---- | --- | ------- | ------ |
|      | Anastasia Davydova, Anastassia Ermakova, Maria Gromova, Natalia Ishchenko, Elvira Khassianova, Olga Kuzhela, Anna Nasekina, Elena Ovtchinnikova, Svetlana Romashina, Anna Shorina | Russie  | 97,900 |
|      | Alba Cabello, Raquel Corral, Andrea Fuentes, Tina Fuentes, Thais Henríquez, Laura Lopez, Gemma Mengual, Gisela Moron, Irina Rodriguez, Paola Tirados                              | Espagne | 95,900 |
|      | Alessia Bigi, Eliza Bozzo, Manila Flamini, Francesca Gangehi, Mariangela Perrupato, Benedetta Re, Dalila Schiesaro, Sara Sgarzi, Virna Taccone, Federica Tommasi                  | Italie  | 93,500 |